# 龍德路
龍德路（Longde Rd.）為高雄市鼓山區至左營區的道路，大致呈L形，起端於明誠三路銜接華榮路，末端為大順一路，龍德東路末端為民族一路，共分為龍德路、龍德新路及龍德東路，博愛一路、河堤南路為分段點。2022年10月13日龍德新路南側道路開闢暨新建橋梁東延工程開工，龍德新橋於2024年1月30日正式通車，於2024年7月4日延伸至民族一路，以舒緩大順一路車潮。

## 行經行政區域
- 鼓山區
- 左營區
- 三民區

## 分段
龍德路共分為三個部分：
- 龍德路
- 龍德新路
- 龍德東路

## 沿線設施
（由北至東）
- 龍德路：
  - 國泰世華銀行明誠分行
  - 凹子底森林公園
  - 7-ELEVEN農神門市
  - 路易莎咖啡高雄龍德門市
  - 高雄市鼓山區龍華國民小學
  - 7-ELEVEN順德門市
  - 御宿Motel博愛館
- 龍德新路：
  - 自由時報大樓
  - 高雄河堤公園
  - 義享天地
  - 高雄萬豪酒店
  - 好市多高雄大順店

## 公共自行車
- 高雄市公共自行車租賃系統：
  - 凹子底森林公園(龍德路側)：龍德路467號對側公園內人行道
  - 凹子底森林公園(至聖路)：至聖路/龍德路口(西南側)
  - 富農龍德路口：富農路/龍德路(東南側)
  - 龍華國小：大順一路與龍德路口東北側
  - 龍德新新順路口：龍德新路/新順路(西南側)
  - 龍德新自由一路口：龍德新路222號(東側人行道)
  - 龍德新大順一路口：龍德新路/大順一路(東南側)

## 相關連結
- 高雄市主要道路列表